# Saguinus fuscicollis
Saguinus fuscicollis es un primate de tamaño pequeño al igual que todos los Saguinus, se conoce comúnmente como mico bebeleche o pichico debido a que alrededor de la boca posee pelaje de color blanco que los hace parecer cómo si tomaran leche en vasos, poseen una cola pequeña la cual utilizan para regular su equilibrio, esta cola no es prensil por lo tanto no la utiliza ni para trasladarse por los árboles.

## Taxonomía y filogenia
Esta especie es extremadamente variable en toda su distribución geográfica. Se han reconocido varias subespecies, las cuales varían entre nueve, y trece. La taxonomía de Saguinus fuscicollis se basa en Hershkovitz, Cheverud y Moore con algunas modificaciones sugeridas en un estudio de genética molecular de la filogenia del género por Cropp encontraron que la subespecie Saguinus fuscicollis fuscus estaba molecularmente más cerca de Saguinus nigricollis que a Saguinus fuscicollis  y le dio estatus de especie, Saguinus fuscus a esta subespecie. Saguinus fuscicollis melanoleucus y Saguinus fuscicollis crandalli fueron listadas como subespecies de Saguinus melanoleucus por Tagliaro, encontraron que las diferencias entre melanoleucus y weddelli no eran mayores que entre los ejemplares weddelli. Saguinus fuscicollis acrensis, enumerados por Hershkovitz. No se considera una forma válida, sino un híbrido Saguinus fuscicollis. fuscicollis × Saguinus fuscicollis melanoleucus de la parte alta del Río Juruá. Peres argumentó que Saguinus fuscicollis melanoleucus debe ser considerado una especie distinta de Saguinus fuscicollis. Este acuerdo fue aprobado por Groves, con la forma crandalli (de origen desconocido) como una subespecie el cual también puede ser un híbrido.

## Anatomía y fisiología
Los titíes y tamarinos se distinguen de los otros platirrinos por su tamaño pequeño, modificada por las garras en vez de uñas en todos los dígitos, excepto el dedo gordo del pie, la presencia de dos en lugar de tres molares en cada lado de cada mandíbula, y por la incidencia de nacimientos de gemelos.
La longitud cabeza-cuerpo varía de 175 – 270 mm, mientras que su cola alcanza entre 250 – 383 mm; pesan entre 338 – 436 g, siendo las hembras ligeramente más pesadas que los machos. El color del pelaje muestra un diseño que es variable en las diferentes subespecies. El dorso tiene dos “porciones distintivas” así: la cabeza, el manto (región interescapular), generalmente castaño rojizas, al igual que los miembros y la mayor parte de la cola; la región media y baja de la espalda es negra con un barreteado blanquecino a dorado formando un parche característico que ha sido llamado “silla” por diversos autores, el dorso de la cola es negruzco. En contraste, las partes inferiores del cuerpo y también de la cola son más claras y rojizas que las superiores. El hocico es blanquecino por lo que resalta sobre la piel oscura de la cara y por ello son llamados bebeleche, al igual que otras especies del género que tienen la misma característica.

### Fisiología de las subespecies
Se reconocen 10 subespecies aunque sea una especie monomórfica.

## Área geográfica y hábitat
No se han realizados buenos registros en Colombia, pero Hernández & Cooper la ubican en el norte y oriente del alto río Yarí, y hacia el oriente de la región de San José del Guaviare; como también al occidente del río Yarí y sur del río Caquetá. La especie es conocida en el alto río Guayabero arriba del pueblo de La Macarena en simpatría con Saguinus nigricollis, además es conocida entre los ríos Orteguaza y Caquetá en el sur de Caquetá. Sin embargo, no hay datos que confirman esta área de distribución, ya que las especies de este género  a menudo se encuentran en grandes parches con aparente exclusión por parte de otras especies del género.
Hershkovitz reporta la presencia de Saguinus fuscicollis fuscus al occidente del río Orteguaza y entre los ríos Caquetá y Putumayo, al igual que se ha colectado en el alto río Guayabero. Fuera de Colombia Saguinus fuscicollis está distribuida en el sur de la alta Amazonía en Bolivia (río Mamoré). Se extiende río abajo y a lo largo de la orilla occidental del río Madeira, aunque quizás no hasta las bocas, desde donde se extiende río arriba a lo largo del río Solimões y río arriba en la orilla sur del río Japurá. Saguinus. fuscus fuscus es conocido también de las orillas del río Puré en Brasil, desde su desembocadura en el Japurá hasta Colombia. Existen grandes áreas de esta vasta región donde no está confirmada la presencia de esta especie. Dentro de estas zonas aparentemente los ríos han servido de barreras (meandros) y han aislado a las poblaciones de este tamarino, por consecuente la variedad politípica de esta especie es considerable.

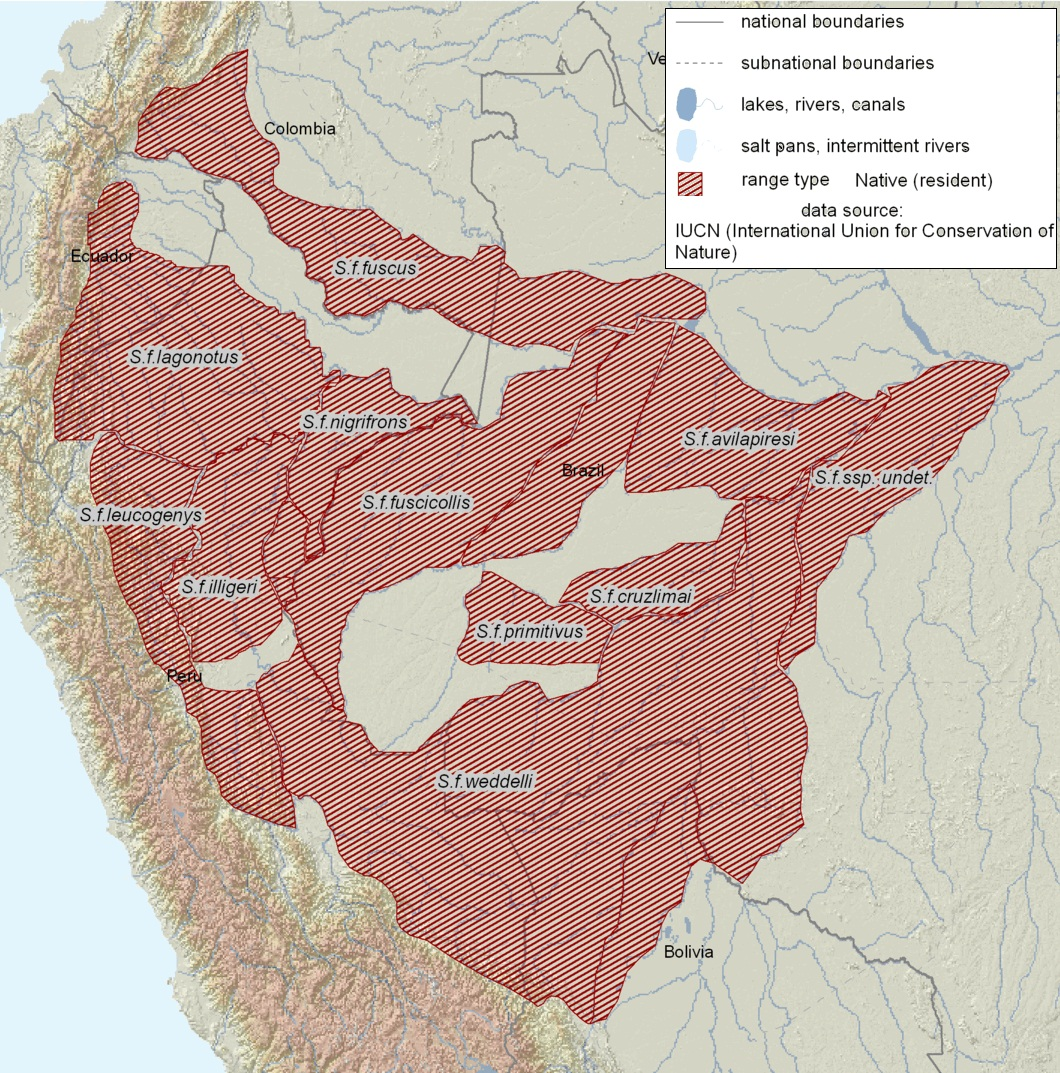
Areál geográfico de Saguinus fuscicollis.según IUNC, Rylans.

Sauginus fuscicollis ha sido encontrado en los bosques primarios y secundarios de la pluviselva y cerca a las áreas de actividad humana (Sinantrópica). Tierras bajas amazónicas, bosques inundables, bosques remanentes o parches de bosque secundario y marginal.  La altitud varía entre 100 metros a 1.200 metros sobre el nivel del mar. Parecen tener una preferencia por los árboles de crecimiento denso y enredado y son encontrados en los árboles de altura baja y media. Estos tamarinos prefieren alturas entre 3 y 20 metros, pero se sabe que de vez en cuando llegan hasta el suelo. El tamarin de lomo marrón es simpátrico con Saginus labiatus, ellos usan diferentes niveles del dosel para asegurar sus recursos. Saginus fuscicollis duerme en las oquedades de los árboles durante la noche.

## Comportamiento
Los tamaños de grupo para tamarin de lomo marrón, como se cree, se extienden de 5 a 20 individuos, con una densidad demográfica de 16 individuos por km² aunque la monogamia sea común entre tamarinos, esta especie, es poliándrica. Saguinus fuscicollis comparte hábitos sociales y territoriales similares al Saguinus imperator. Los tamarinos viven en grupos familiares de entre 4 y 15 individuos, pero por lo general 2 a 8. Comúnmente hay Una hembra por grupo durante una temporada de cría en particular. Saguinus fuscicollis forma grupos de defensa en las periferias de su territorio de 16 a 120 hectáreas, dependiendo del el tamaño en función de la estacionalidad, la disponibilidad y distribución de alimentos y crecimiento de los parches de vegetación.
En el grupo social los machos adultos acicalan más tiempo a las hembras que lo que ellas les acicalan. Los machos miembros de grupos poliándricos raramente son agresivos entre sí, incluso durante la cópula; se acicalan unos a otros y comparten alimento, mientras invierten gran parte del tiempo en el cuidado parental.
Las densidades poblacionales varían desde 2.4 individuos/km²,. hasta 33 individuos/km². Defler calculó una densidad de 8 individuos/km² cerca al río Puré en el departamento de Amazonas, no lejos de Brasil. Es menos activo en el día que la mayoría de primates, puesto que en la mañana dejan el descanso relativamente tarde y se retiran más temprano que las demás especies (antes del ocaso). Dos estudios han hecho estimaciones sobre el patrón de actividades con algunos resultados divergentes como se observa a continuación, donde la primera cifra corresponde a Soini y la segunda a Terborgh: recolección de insectos (45%-16%); desplazamiento (6%-20%); búsqueda de alimento y desplazamiento (51%-36%); consumo de frutos (15%-16%); descanso (31%-44%); otros (3%-4%).
Cuando duermen en la noche Saguinus fuscicollis, Saguinus oedipus y probablemente otras especies de Saguinus, disminuyen su ritmo cardiaco, entre 35-50 pulsaciones/minuto y su temperatura desciende unos 4 °C, Lo cual indica que estos animales bajan su metabolismo extremadamente cuando duermen en estrechas agrupaciones. Durmiendo, los animales se vuelven muy torpes. Sin embargo, las agrupaciones o amontonamientos dan la apariencia de termiteros en los árboles, lo cual es una excelente estrategia de defensa contra los depredadores.

## Comunicación
El tamarino de lomo marrón se conoce por sus enérgicas y elaboradas demostraciones en muchedumbre con distintas vocalizaciones para distraer a los carnívoros. Saguinus fuscicollis utiliza llamados de contacto para mantener comunicación ente los miembros del grupo que son emitidos con más frecuencia en altos niveles de actividad. Los llamados largos son más frecuentes y utilizan sílabas cortas y unidas. Poseen Gorjeos, trinos y chillidos. También usan comunicación química de las glándulas anogenitales, suprapúbicas y áreas del esternón, transmiten estados fisiológicos psicológicos internos a los otros. Los olores de machos y hembras se han discriminado para mostrar la dominancia y sumisión. El estado sexual de las hembras es estimado mediante los olores químicos al igual que la defensa del territorio que se complementa con marcas de olor.  Se sabe que Saguinus fuscicollis exhibe marcas anogenitales en muchos contextos y en ambos sexos, quizás para mostrar que están sexualmente receptivos. Además las marcas suprapúbicas son hechas por ambos sexos, especialmente para defender el territorio o cuando han observado animales extraños.

## Comida y dieta
Estos tamarinos tienen una preferencia par bayas e insectos. En lugar de alimentarse a lo largo del día, los tamarinos de lomo marrón periódicamente realizan incursiones de alta velocidad e intensos de forrajeó. Se alimentan de frutos, flores, néctar, exudados de las plantas (gomas, jugos, látex) y pequeños animales (incluyendo ranas, caracoles, lagartos, arañas e insectos). Los titíes tienen adaptaciones morfológicas y de comportamiento para masticar los árboles de troncos, ramas y enredaderas de determinadas especies para estimular el flujo de las encías, y en algunas especies son un componente notable de la dieta.

## Reproducción
Los tamarinos de lomo marrón alcanzan la madurez sexual a los 23 meses. La gestación toma aproximadamente de 4 á 5 meses, usualmente dan a luz gemelos. El mayor número de nacimientos se da de agosto a enero en Perú y septiembre a diciembre en Bolivia en los periodos iniciales de lluvia. Hay un intervalo de aproximadamente 12 meses entre nacimientos. Los sexos no son dimórficos, y las hembras muestran un ciclo sexual de 15.5 días.
Según Soini, las crías empiezan a jugar hasta la novena semana, edad a partir de la cual esta actividad se incrementa notablemente. Sin embargo, un infante criado por humanos en la Estación Biológica Caparú en Colombia, jugaba a partir de las seis semanas. El color en los neonatos es diferente al de los adultos, así, en el lomo el color inicialmente negro, empieza a desaparecer y a reemplazarse por el colorido castaño jaspeado en un periodo aproximada de un mes. El diseño en el rostro del adulto no aparece hasta las semanas 7-9. Los dientes caducos se hacen presentes en la segunda semana y el primer diente permanente aparece a la cuarta semana y ya para la semana 10 la dentadura adulta se completa; el desarrollo de los caninos requiere cinco semanas más. La vulva empieza a verse como en estado adulto en las semanas 13-15 y los testículos alcanzan el tamaño adulto en la semana 15, marcando la transición hacia la adultez.

## Fósiles
Pruebas más tempranas de un ancestro fósil platyrrhine es Branisella del temprano período del Oligoceno en Bolivia (la etapa Rupeliana). Recientemente en Argentina, fueron hallados algunos fósiles de dientes de primate datados del período tardío del Oligoceno (la etapa Chattiana) estos han sido comparados con los catarrhine del Oligoceno el Aegyptopithecus del fayum en Egipto. Esto sugiere que los 2 grupos tienen un origen antropoide común con su fuente en África. Se han encontrado dientes de fósiles en Colombia los cuales han sido datados del Mioceno medio (la etapa Langiana). Estos han sido atribuidos a la subfamilia callitrichidae.

## Conservación
Saguinus fuscicollis al parecer no es seriamente explotado en Colombia especialmente porque es capaz de subsistir en bosque degradado y vegetación secundaria cerca de seres humanos, además, es nativo de la Amazonía colombiana la cual no está extensamente deforestada y es catalogado por CITES (convention national trade endangered species) en el apéndice II. Y catalogado por la IUCN cómo LR (Bajo riesgo).
Esta especie se encuentra en numerosas áreas protegidas: Saguinus fuscicollis fuscicollis está en la Reserva Ecológica (284.285 ha) Jutai-Solimões del Brasil; Saguinus fuscicollis fuscus se encuentra en la Estación Ecológica Juamí-Japurá (745.830 ha) y la Estación Ecológica Mamirauá (1.124.000 ha) de Brasil, en el Parque nacional natural La Paya (422.000 ha) y Cahuinarí (575.000 ha) de Colombia;  Saguinus fuscicollis avilapiresi  está en la Reserva Biológica Abufarí (288.000 ha), posiblemente en la orilla izquierda del río Purús y Área de Protección de Medio Ambiente Ayapuá (610.000 ha) en Brasil; Saguinus fuscicollis lagonotus en el Parque nacional Yasuní (982.300 ha) (Tirira, 2007)  y Parque nacional Sumaco Napo-Galeras en Ecuador; Saguinus fuscicollis weddelli  en la Reserva nacional Manuripi (1.844.375 ha) de Bolivia, Reserva biológica Abufarí (288.000 ha), Estación ecológica Río Acre (77.500 ha), Cunia Área de Protección Ambiental del Estado (104.000 ha), Parque Guajará-Mirim (258.000 ha)  y Parque Municipal Pimenta Bueno (532 ha) en Brasil, en Perú Parque nacional del Manu (1.532.806 ha) y Reserva Natural de Vida Silvestre Tambopata (5.500 ha).

## Amenazas
No hay grandes amenazas para esta especie.
| Subespecies 1                    | Amenazas |  |
| -------------------------------- | --- |  |
| Saguinus fuscicollis fuscicollis | No se considera amenazado, se consideran que todas las subespecies del Perú son Saguinus fuscicollis fuscicollis |  |
| Saguinus fuscicollis fuscus      | No se considera amenazado, se consideran que a pesar de la caza hasta cierto punto, tanto para la alimentación y como animales domésticos, esta subespecie no se vea amenazada. Su situación en Brasil es desconocido |  |
| Saguinus fuscicollis avilapiresi | Estado desconocido, pero no hay ninguna razón evidente para creer que es vulnerable o en peligro. |  |
| Saguinus fuscicollis cruzlimai   | Se desconoce, aunque tal vez si ocurre al norte del Río Tapuauá, en la cuenca del río Purús, en la cual la amenaza no es baja, la región está aislada y poco expuesta a las actividades humanas. |  |
| Saguinus fuscicollis illigeri    | Soini informó que esta subespecie se adapta muy bien a zonas con intervención humana, a menudo visto visitando las plantaciones de plátanos y otras frutas cultivadas. Rara vez son cazados en las zonas donde la densidad de población humana es baja, y las amenazas a su supervivencia solo surgen cuando los bosques se eliminan por completo o fragmentado en amplias zonas de pastizales para la ganadería y la agricultura. |  |
| Saguinus fuscicollis leucogenys  | Freese informó de que Saguinus fuscicollis (presumiblemente Saguinus fuscicollis leucogenys) era común en su área de prospección de Pucallpa, al oeste del río Ucayali |  |
| Saguinus fuscicollis nigrifrons  | Soini informó que son individuos muy comunes |  |
| Saguinus fuscicollis lagonotus   | informó de que Saguinus fuscicollis lagonotus fue uno de los primates más frecuentes en el Río Nanay, un afluente de la margen izquierda del Río Amazonas, a una corta distancia por encima del Río Napo |  |
| Saguinus fuscicollis weddelli    | Se registran cómo los comunes de los callitricidos en un área grande de la región de Pando, al noroeste de Bolivia, entre los Ríos Acre y Madre de Dios. |  |
| Saguinus fuscicollis primitivus  | Endémica de la Amazonia brasileña, es completamente desconocido en términos de su ecología, comportamiento y estado de conservación. |  |